# Dzvegor
Dzvegor (en macédonien Ѕвегор) est un village de l'est de la Macédoine du Nord, situé dans la municipalité de Deltchevo. Le village comptait 904 habitants en 2002.

## Démographie
Lors du recensement de 2002, le village comptait :
- Macédoniens : 899
- Turcs : 5